# Бачманов, Пётр Фёдорович
Пётр Фёдорович Бачманов (ум. 1813) — генерал-майор, таганрогский градоначальник.

## Биография
5 марта 1765 года поступил в Морской корпус кадетом.
С 10 марта 1771 года гардемарин.
В 1771—1777 находился в плавании в Балтийском море.
С 1 мая 1773 года мичман.
В 1777 году командирован в Азовскую флотилию.
С 7 января 1778 года лейтенант.
В 1780 году вновь переведён из Таганрога в Петербург, ежегодно плавал в Балтийском море.
Масон, в 1781 году член кронштадтской ложи «Нептуна к надежде», которой руководил С. К. Грейг.
Со 2 января 1784 года капитан-лейтенант.
В 1789 году на корабле «12 Апостолов» участвовал в Эландском сражении.
В 1790 году, командуя фрегатом «Воин», участвовал в Выборгском сражении.
С 1 января 1795 года капитан 2 ранга.
В 1795—1796 командовал кораблём «Граф Орлов», в 1797 — кораблём «Иезекииль». В 1795—1796 и в 1798—1800 плавал у берегов Англии.
С 21 июля 1798 года капитан 1 ранга. В 1798—1800 командовал кораблями «Иона» и «Память Евстафия», в 1801—1804 — кораблями «Память Евстафия» и «Св. Георгий Победоносец» при Кронштадтском порте.
С 26 ноября 1802 года Георгиевский кавалер.
В 1804 году служил в Балтийском флоте.
С 3 мая 1804 по 1808 капитан над Таганрогским портом.
С 10 июня 1804 года генерал-майор. В 1805—1807 также исправлял должность Таганрогского военного губернатора и градоначальника. В 1807—1808 также член Таганрогского комитета об управлении городских строений. В 1807 также член Таганрогского портового комитета.